# Gridlocked
Gridlocked es una película de acción y suspenso canadiense del 2015 dirigida por Allan Ungar y coescrita por Ungar y Rob Robol. Se estrenó en el Fantastic Fest el 26 de septiembre del 2015, y está protagonizada por Dominic Purcell, Stephen Lang, Danny Glover, Trish Stratus, y Saul Rubinek. La película fue comprada por Netflix y está disponible en todo el mundo desde el 14 de julio de 2016.

## Reparto
- Dominic Purcell  como David Hendrix[1]
- Cody Hackman como Brody Walker
- Danny Glover como Sully[2]
- Stephen Lang como Korver
- Trish Stratus como Gina[3]
- Vinnie Jones como Ryker
- Richard Gunn como Maddox[4]
- Saul Rubinek como Marty
- Steve Byers como Scott Calloway
- James A. Woods como Jason
- J.P. Manoux como Finn

## Sinopsis
El exlíder de SWAT David Hendrix (Dominic Purcell) y la arrogante estrella de cine Brody Walker (Cody Hackman) deben interrumpir su viaje cuando una instalación de entrenamiento policial es atacada

## Producción
El rodaje de la película comenzó el 7 de julio de 2014 en Toronto, Ontario, y duró cinco semanas. Cuba Gooding, Jr. se estableció previamente para desempeñar el papel principal, pero fue reemplazado por Purcell.  La mayoría de las filmaciones tuvieron lugar en una planta abandonada de envasado de carne, que los productores convirtieron en un estudio durante el rodaje.
Todos los efectos, incluidos los disparos y la sangre, se realizaron prácticamente con la excepción de algunas mejoras digitales. La película estableció un récord para la mayoría de las balas disparadas en la pantalla en una película canadiense.

## Lanzamiento
La película se estrenó en el Fantastic Fest en Austin, Texas el 26 de septiembre de 2015, y en Toronto, Canadá el 20 de octubre, donde ganó la categoría de Mejor Película de Acción. Se estrenó en China el 12 de junio de 2016 en el Festival Internacional de Cine de Shanghái como parte de la Semana de películas de acción de Jackie Chan, y fue nominado a varios premios junto a películas como Ip Man 3, Point Break y The Man de UNCLE. Se estrenó en Estados Unidos el 14 de junio de 2016 y está disponible en Netflix desde el 14 de julio de 2016.

## Recepción
La recepción crítica de Gridlocked ha sido mayormente positiva. Variety y Twitch Film elogiaron la película por su enfoque en la acción clásica, y el crítico de cine Chase Whale de Twitch escribió que era "una explosión emocionante". Trae el dolor y algo que falta en muchas películas de acción de hoy en día: diversión ". The Hollywood Reporter se adentró más en su revisión, afirmando que "las escenas ofrecen mucha tensión y esquemas lo suficientemente locos como para que acaben con todos sus enemigos siendo tan pocos". Action Elite le dio a la película 4.5 estrellas y la calificó como "una de las mejores películas de acción del año", mientras que Shock Till You Drop lo describió como "un viaje divertido lleno de peleas, armas y más sangre de la que puedes llenar con un barril".. Es una noche muy divertida en el cine ".

### Premios
La película ganó el premio a la 'Mejor Cinematografía' por la Sociedad Canadiense de Cinematógrafos; y a la 'Mejor Película de Acción' en el Festival de Cine otorgado por la After Dark de Toronto